# Блесаньо
Блеса̀ньо (на италиански: Blessagno; на ломбардски: Bjessagn, Биесан) е село и община в Северна Италия, провинция Комо, регион Ломбардия. Разположено е на 762 m надморска височина. Населението на общината е 375 души (към 2017 г.).